# Долна Козница
Долна Козница е село в Западна България. То се намира в община Невестино, област Кюстендил.

## География
Село Долна Козница се намира в планински район, в западните ниски хълмове на областта Разметаница, вляво от шосето Кюстендил – Дупница, на около 10 км от село Невестино. Селото е съставено от 8 махали: Младеновска, Тимевска, Мечкарска, Воинска, Радовска, Ридарска, Долна и Еремийска. Купно селище, само махала Еремийска е отдалечена на около 1 км.

## Население
| Година    | 1880 | 1900 | 1920 | 1926 | 1934 | 1946 | 1956 | 1965 | 1975 | 1984 | 2009 | 2022 |
| Население | 166  | 386  | 420  | 480  | 520  | 536  | 473  | 284  | 162  | 121  | 94   | 39   |

Численост и дял на етническите групи според преброяването на населението през 2011 г.:
|                     | Численост | Дял (в %) |
| Общо                | 53        | 100,00    |
| Българи             | 52        | 98,11     |
| Турци               | 0         | 0,00      |
| Цигани              | 0         | 0,00      |
| Други               | 0         | 0,00      |
| Не се самоопределят | 0         | 0,00      |
| Неотговорили        | 1         | 1,88      |

## История

### Античност
Районът е населяван в Античността, за което свидетелстват археологически находки. Сред тях е най-ранната открита в българските земи шпора – от IV в. пр. Хр.

### Османски период
Селото е записано в османски данъчен регистър от 1576 г. като Долне Козниче. Съществува легенда, че някога е имало само едно село с име Козница, което по-късно се разделило на две и за да ги различават, нарекли едното Долна Козница, а другото – Горна Козница. Друго предание разказва, че преди идването на турците селото било в днешната местност Селището. За да се укрият от набезите на турците се заселили на днешното място.

### СледОсвобождението
През 1893 г. селото има 4183 декара землище, от които 2062 дка ниви, 1805 дка гори, 204 дка естествени ливади, 94 дка лозя и др. и се отглеждат 1641 овце, 132 кози, 108 говеда и 40 коня. Основен поминък на селяните са земеделието (зърлнопроизводство) и животновъдството.
През 1891 г. е открито училище, а през 1920 г. с доброволен труд е построена училищна сграда. През 1921 г. е основано читалище „Съзнание“. Има данни за активни миграционни процеси от 40-те години на ХХ век.

### През социализма
През 1957 г. се създава ТКЗС „Прогрес“, което от 1961 г. е към ДЗС – Панчарево, а от 1971 г. е включено в състава на АПК „Струма“ – Невестино. Селото е електрифицирано през 1958 г. и водоснабдено през 1957 и 1969 – 71 г. Главната улица е асфалтирана през 1976, създаден е залесителен пояс край шосето Кюстендил – Дупница (1962 – 65), открит е здравен пункт, построена е сграда за кметство с магазин и сладкарница (1982).

## Религии
Село Долна Козница принадлежи в църковно-административно отношение към Софийска епархия, архиерейско наместничество Кюстендил. Населението изповядва източното православие.

## Културни и природни забележителности
- В землището на селото е разкопана тракийска надгробна могила от ранноелинистическата епоха. Находките са публикувани в книга от археоложката Лидия Стайкова.
- Параклис в местността „Кръсто“, изграден през 2006 г.
- Козница хан, за който ценни сведения е оставил френският учен Ами Буе (1836 – 1838) в книгата си „Сборник маршрути от Европейска Турция“.

## Редовни събития
- Илинден-20 юли – ежегоден събор на селото.